# Carrozzeria Alessio
Garage-Carrozzeria Automobili Alessio, nota semplicemente come Carrozzeria Alessio, è stata un'azienda italiana attiva come carrozzeria per autovetture tra il 1898 ed il 1929.

## Storia
Nella sua pur breve esistenza, la Carrozzeria Alessio ha rivestito un ruolo di rilievo nei primi anni dell'industria automobilistica italiana. La Carrozzeria nasce infatti alla fine del XIX secolo per volontà di Marcello Alessio, un giovane e intraprendente imprenditore che intendeva così essere tra i primi e più concorrenziali fornitori di scocche dell'allora neonata industria automobilistica.
Alessio, forte dell'esperienza acquisita presso le officine "Locati e Torretta" già dal 1890, aprì così la sua azienda a Torino, in via Orto Botanico, nei pressi di quella che sarà di lì a poco la sede della Fabbrica Italiana Automobili Torino (FIAT). E nei suoi primi anni di vita è stata proprio la neonata casa automobilistica torinese la principale committente di scocche presso la Carrozzeria, la quale risultò la più concorrenziale tra le varie del posto. La Carrozzeria in effetti produceva carrozzerie che per l'epoca erano assai gradevoli alla vista, come sottolineavano anche i vertici FIAT dell'epoca. D'altronde il titolare, Marcello Alessio, si dimostrò in breve assai brillante nel condurre la sua azienda, poiché mostrava cataloghi assai esaurienti alla clientela, illustrando anche i vari optionals che era possibile avere.
Alla FIAT ci fu però chi manteneva un certo riserbo nel giudicare troppo positivamente la Carrozzeria Alessio. Fu così che quest'ultima cominciò ad essere tenuta sott'occhio dalla dirigenza della casa: si scoprì così che molti clienti di vetture FIAT si procuravano accessori presso la Carrozzeria, ma senza che la casa potesse averne alcun utile. Non solo, ma la brillantezza di Marcello Alessio faceva in modo che nella mente della clientela, le auto acquistate presso la FIAT fossero troppo spesso accomunate al nome della Carrozzeria che non a quello della casa stessa. Infine, come se non bastasse, la Carrozzeria Alessio fungeva da showroom delle vetture FIAT. Insomma, i primi anni della casa automobilistica torinese risultarono pericolosamente condizionati da questa Carrozzeria, che tra l'altro stabiliva anche tempi e modi di consegna della vettura finita.
Ma la Carrozzeria fece il suo primo passo falso quando si fece rappresentante in Italia di due marche francesi, la Kriéger e la Rochet-Schneider, inacidendo così ulteriormente gli animi dei vertici FIAT. Questo e altri aspetti spinsero la casa automobilistica torinese a correre ai ripari.
Dopo avere acquisito dalla tedesca Daimler la licenza di montare e rivendere in Italia i radiatori di quest'ultima (radiatori per i quali, tra l'altro, anche la stessa Carrozzeria aveva tentato invano di ottenere la concessione esclusiva), la FIAT cominciò a prendere contatti con un altro nuovo fornitore di scocche, la "Carrozzeria Industriale Giovanni Lanza & C."; questa venne in breve acquisita per intero dalla casa automobilistica torinese, che cominciò così a uscire dalla dipendenza di Marcello Alessio.
A metà del 1905 si ebbe un crollo della Borsa italiana, il quale mise in difficoltà varie aziende tra cui la Carrozzeria Alessio, la quale non si riprenderà più, nonostante alcuni tentativi di rilancio costituiti dall'apertura di due filiali, a Roma e a Napoli. In breve tempo la Carrozzeria finì nell'orbita di un'industria tessile. In poco tempo, si ebbe una rivoluzione al vertice della Carrozzeria e addirittura la stessa FIAT ne rilevò una parte; dal canto suo, lo stesso titolare stava perdendo via via sempre più autorità e decideva di ritirarsi, lasciando il timone nelle mani del figlio.
L'attività si concluse nel 1929.